# Isolotti Lingua
Gli isolotti Lingua, Persagn o Parsagn (in croato: Veli e Mali Paržanj) sono due scogli disabitati dell'arcipelago di Lissa, si trovano nel mare Adriatico e appartengono alla Croazia. Amministrativamente fanno parte del comune della città di Lissa, nella regione spalatino-dalmata.

## Geografia
Gli isolotti sono situati a est dell'isola di Lissa in corrispondenza della piccola valle Milnà (uvala Milna), da cui distano circa 1 M e circa 3,5 km a nord-est di porto Mànego (luka Rukavac):
- Lingua[9] (Veli Paržanj) è l'isolotto maggiore e ha un'area di 0,068 km², una costa lunga 1,17 km[10] e un'altezza di 20 m S.l.m[1]. Si trova a circa 1,25 km dalla costa di Lissa[1].
- Zenca[9] (Mali Paržanj), situato tra Lingua e la costa di Lissa; ha un'area di 0,013 km², una costa lunga 0,45 km[10] e un'altezza di 4 m[1] 43°02′16″N 16°15′05″E.
- scoglio Cambar[11] o secca Sika[5] (hrid Gambur), a sud-ovest di Lingua, a circa 110 m di distanza; ha un'area di 280 m²[6] 43°02′24″N 16°14′33″E.

### Isole e scogli adiacenti
- scoglio Plocizza[12] o secca Plociza[5] (hrid Pločica), scoglio lungo e stretto con un'area di 2573 m²[6], situato 640 m[1] circa a ovest di Zenca e a 300 m[1] dalla costa di Lissa 43°02′24″N 16°14′33″E.
- Pettine (Greben), a nord-est, parallelo alla costa orientale di Lissa.
  - scoglio Puppa[12], Poppak[3][4] o Pupak[5] (hrid Pupak), situato circa 190 m[1] a sud di Pettine, ha un'area di 522 m²[6] 43°02′46″N 16°15′48″E.
  - secca Sica[5] (hrid Zuberka) circa 260 m[1] a sud dello scoglio Puppa e 830 m[1] a nord-est di Lingua; ha un'area di 223 m²[6] 43°02′36″N 16°15′47″E.
- Budinaz (Veli Budikovac), 880 m[1] a sud-ovest di Lingua.
  - secca Coperta[13] (plićak Pokrivena), circa 600 m[1] a sud di Lingua 43°01′42″N 16°15′12″E.

### Cartografia
- (HR) Mappa topografica della Croazia 1:25000, su preglednik.arkod.hr. URL consultato il 1º novembre 2017.
- G. Giani, Carta prospettiva delle Comuni censuarie della Dalmazia, foglio 8, 1839. Fondo Miscellanea cartografica catastale, Archivio di Stato di Trieste.